# 劳动党 (墨西哥)
劳动党（西班牙語：Partido del Trabajo，缩写为PT）是墨西哥的一个左翼政党。1990年12月8日，在一个由毛派活动家组成的社区组织网络的基础上成立该党。